# Välfärdsområde
Ett välfärdsområde (finska: hyvinvointialue) är ett offentligrättsligt samfund i Finland vars huvuduppgift är att ordna social- och hälsovården och organisera räddningsväsendet inom sitt område. Ett välfärdsområde har självstyrelse inom sitt område och är separat från kommunerna och staten. Från och med 1 januari 2023 är Finland uppdelat i 21 välfärdsområden. De bildades som en del av Social- och hälsovårdsreformen i Finland.
Helsingfors stad ansvarar för att ordna social- och hälsovården och räddningsväsendet inom sitt område och därmed är inte ett av välfärdsområdena. Staden och de fyra välfärdsområdena i Nyland är med i HUS-sammanslutningen, som har organiseringsansvaret för de funktioner inom krävande specialiserad sjukvård som det finns särskilda bestämmelser om i lag eller i organiseringsavtalet för HUS.
Social- och hälsovårdsreformen gäller inte heller Åland, där det är landskapet som ansvarar för social- och hälsovården. Ålands hälso- och sjukvård ÅHS lyder under landskapsregeringen och har hand om vården.

## Uppgifter
Välfärdsområdets uppgifter som föreskrivs i lagen om välfärdsområden är att ordna social- och hälsovården och organisera räddningsväsendet i Finland.
Dessutom kan välfärdsområdet åta sig att inom sitt område sköta uppgifter som stöder dess lagstadgade uppgifter så som internationell verksamhet och välfärdsområdenas gemensamma intressebevakning. Uppgifter som välfärdsområdet har vald att åta sig får inte till sin omfattning vara sådana att de äventyrar skötseln av dess lagstadgade uppgifter. Välfärdsområdet kan också bedriva affärsverksamhet med låg risk som stöder fullgörandet av de lagstadgade uppgifterna.
Välfärdsområdena har inte beskattningsrätt.

## Välfärdsområdena
De 21 välfärdsområdena är:

1. Östra Nylands välfärdsområde
2. Mellersta Nylands välfärdsområde
3. Västra Nylands välfärdsområde
4. Vanda och Kervo välfärdsområde
5. Egentliga Finlands välfärdsområde
6. Satakunta välfärdsområde
7. Egentliga Tavastlands välfärdsområde
8. Birkalands välfärdsområde
9. Päijänne-Tavastlands välfärdsområde
10. Kymmenedalens välfärdsområde
11. Södra Karelens välfärdsområde
12. Södra Savolax välfärdsområde
13. Norra Savolax välfärdsområde
14. Norra Karelens välfärdsområde
15. Mellersta Finlands välfärdsområde
16. Södra Österbottens välfärdsområde
17. Österbottens välfärdsområde
18. Mellersta Österbottens välfärdsområde
19. Norra Österbottens välfärdsområde
20. Kajanalands välfärdsområde
21. Lapplands välfärdsområde

Organ med samma ansvar:
1. Helsingfors stad
2. Ålands hälso- och sjukvård

## Beslutsfattande

### Val
Välfärdsområdena har självstyre och den högsta beslutanderätten utövas av välfärdsområdesfullmäktige. Det föreskrivs om välfärdsområden i lagen om välfärdsområden.
Man väljer representanter i välfärdsområdesfullmäktige vid välfärdsområdesval som förrättas samtidigt med kommunalval i Finland. Det första välfärdsområdesvalet i Finland hölls den 23 januari 2022.

### Välfärdsområdesfullmäktige
Välfärdsområdesfullmäktige fattar beslut bland annat om servicestrategin, principerna för servicenätverket, servicenivån på räddningsväsendet, välfärdsområdets budget och ekonomiplan samt valet av ledamöter till de olika organen. Välfärdsområdesfullmäktiges mandatperiod är fyra år.
Man väljer 59–89 fullmäktigeledamöter baserat på invånarantalet i välfärdsområdet.

### Valkrets
Vid välfärdsområdesvalet är välfärdsområdena valkretsar. Kandidaterna ställs upp för hela välfärdsområdet. Väljarna kan rösta bara på det egna välfärdsområdets kandidater, och resultatet räknas per välfärdsområde. Välfärdsområdesvalet förrättas enligt det proportionella valsättet som ett öppet listval på samma sätt som kommunalval.
Inget val ordnas i Helsingfors stad eftersom Helsingfors stad själv ansvarar för motsvarande frågor. Helsingforsare är inte röstberättigade i välfärdsområdesvalet. Detsamma gäller landskapet Åland.

### Organ
Obligatoriska organ för välfärdsområdet:
- välfärdsområdesfullmäktige
- välfärdsområdesstyrelsen
- revisionsnämnden
- nationalspråksnämnden (inom tvåspråkiga välfärdsområden)
- nämnden för samiska språket (Lapplands välfärdsområde)

## Språkärenden
Inom ett tvåspråkigt välfärdsområde finns det en nationalspråksnämnd. Till medlemmar i nämnden väljs personer som representerar de invånare som hör till den språkliga minoriteten i välfärdsområdet.
Nationalspråksnämnden ska:
1. utreda, bedöma och uttala sig om hur välfärdsområdesfullmäktiges beslut påverkar hur de språkliga rättigheterna tillgodoses i praktiken
2. utreda, bedöma och fastställa behovet av tjänster som tillhandahålls på minoritetsspråket samt följa upp tillgången till och kvaliteten hos dessa tjänster,
3. på basis av utredningar, utvärderingar och uppföljning lägga fram förslag för välfärdsområdesstyrelsen om åtgärder för utveckling av tjänsterna och servicekedjorna för den språkliga minoriteten samt om kraven på personalens språkkunskaper, samt
4. lägga fram förslag om innehållet i avtalet om samarbete och arbetsfördelning mellan tvåspråkiga välfärdsområden, ge utlåtande om avtalet till välfärdsområdesfullmäktige samt följa upp hur avtalet genomförs.

Nämnden ska årligen lämna välfärdsområdesstyrelsen en berättelse om hur servicen för den språkliga minoriteten har förverkligats. Välfärdsområdesstyrelsen ger välfärdsområdesfullmäktige ett utlåtande om de åtgärder som nämndens berättelse ger anledning till.
I Lapplands välfärdsområde finns en nämnd för samiska språken. Till medlemmar i nämnden väljs samiskspråkiga personer. Minst 40 procent av nämndens medlemmar ska utses bland de personer som föreslås av sametinget och skoltarnas byastämma så att byastämman föreslår en person av dessa. På nämnden tillämpas i övrigt vad som sägs ovan om nationalspråksnämnden.

## Finansiering
Finansieringen av välfärdsområdena baserar sig i början på statlig finansiering och delvis på kundavgifter. Finansieringen ska på det sätt som Finlands grundlag förutsätter trygga ordnandet av tillräckliga social- och hälsovårdstjänster.